# Avillers (Meurthe-et-Moselle)
Avillers é uma comuna francesa na região administrativa de Grande Leste, no departamento de Meurthe-et-Moselle. Estende-se por uma área de 5,16 km². Em 2010 a comuna tinha 125 habitantes (densidade: 24,2 hab./km²).